# انتخابات سراسری السالوادور (۲۰۲۴)
انتخابات سراسری السالوادور (۲۰۲۴) (انگلیسی: 2024 Salvadoran general election) در ۴ فوریه ۲۰۲۴، برای انتخاب رئیس‌جمهور، معاون رئیس‌جمهور و همه ۶۰ نماینده مجلس قانونگذاری، برگزار شد. پس از آن، دومین دوره انتخابات در ۳ مارس ۲۰۲۴ انجام شد که در آن، رای‌دهندگان، تمام ۴۴ شهردار و اعضای شوراهای شهرداری و همه ۲۰ نماینده السالوادور در پارلمان آمریکای مرکزی را انتخاب کردند.